# Edgecliff Village
Edgecliff Village – miasto w Stanach Zjednoczonych, w stanie Teksas, w hrabstwie Tarrant.